# Rubus vagabundus
Rubus vagabundus é uma espécie de planta com flor pertencente à família Rosaceae. 
A autoridade científica da espécie é Samp., tendo sido publicada em Revista Sci. Lett. Porto 2(3): 43 (1904).

## Portugal
Trata-se de uma espécie presente no território português, nomeadamente em Portugal Continental.
Em termos de naturalidade é endémica da Península Ibérica.

## Protecção
Não se encontra protegida por legislação portuguesa ou da Comunidade Europeia.